# Danh sách Thủ tướng Hàn Quốc
Danh sách Thủ tướng Hàn Quốc từ đệ nhất cộng hòa tới đệ lục cộng hòa. 

## Đảng chính trị
Quân đội và không đảng phái:
- Không đảng phái
- Quân đội

 tư tưởng cánh tả:
- Dân chủ Thiên niên kỷ  Đảng Khai phóng Quốc dân
- Đảng Minjoo Dân chủ

 tư tưởng cánh hữu:
- Tự do
- Dân chủ
- Dân chủ Cộng hòa
- Dân chủ Công lý
- Dân chủ Tự do
- Hàn Quốc mới
- Đảng Dân chủ Tự do Thống nhất
- Dân chủ Thiên niên kỷ
- Đảng Quốc Đại
- Đảng Saenuri – Đảng Tự do Hàn Quốc
- Đảng Dân chủ Hàn Quốc
- Quyền lực Nhân dân

## Danh sách Thủ tướng

### 1948-60:Đệ nhất Cộng hòa
| №                                          | Thủ tướng | Thủ tướng                                                                | Nhiệm kỳ   | Nhiệm kỳ   | Nhiệm kỳ | Đảng chính trị  | Bầu cử | Tổng thống    |
| №                                          | Chân dung | Tên (Sinh – Mất)                                                         | Bổ nhiệm   | Miễn nhiệm | Ngày     | Đảng chính trị  | Bầu cử | Tổng thống    |
| ------------------------------------------ | --------- | ------------------------------------------------------------------------ | ---------- | ---------- | -------- | --------------- | ------ | ------------- |
| 1                                          |           | Yi Pom-sok I Beomseok 이범석 / 李範奭                                    | 31/7/1948  | 21/4/1950  | 628      | Không đảng phái | 1948   | Rhee Syng-man |
| —                                          |           | Bộ trưởng Bộ Quốc phòng Shin Sung-mo (quyền) Sin Seongmo 신성모 / 申性模 | 21/4/1950  | 23/11/1950 | 216      | Không đảng phái |        | Rhee Syng-man |
| 2                                          |           | Chang Myon Jang Myeon 장면 / 張勉                                        | 23/11/1950 | 24/4/1952  | 518      | Tự do           | 1950   | Rhee Syng-man |
| —                                          |           | Bộ trưởng không Bộ Ho Chong (quyền) Heo Jeong 허정 / 許政                | 6/11/1951  | 9/4/1952   | 155      | Tự do           |        | Rhee Syng-man |
| —                                          |           | Bộ trưởng không Bộ Yi Yun-yong (quyền) I Yunyeong 이윤영 / 李允榮        | 24/4/1952  | 6/5/1952   | 27       | Tự do           |        | Rhee Syng-man |
| 3                                          |           | Chang Taek-sang Jang Taeksang 장택상 / 張澤相                            | 6/5/1952   | 6/10/1952  | 153      | Tự do           |        | Rhee Syng-man |
| —                                          |           | Paik Too-chin Baek Dujin 백두진 / 白斗鎭                                 | 6/10/1952  | 24/4/1953  | 200      | Tự do           |        | Rhee Syng-man |
| 4                                          | 6/10/1952 | Paik Too-chin Baek Dujin 백두진 / 白斗鎭                                 | 17/6/1954  | 419        |          | Tự do           |        | Rhee Syng-man |
| 5                                          |           | Pyon Yong-tae Byeon Yeongtae 변영태 / 卞榮泰                             | 28/6/1954  | 28/11/1954 | 164      | Tự do           | 1954   | Rhee Syng-man |
| —                                          |           | Bộ trưởng Bộ Nội vụ Paek Han-song (quyền) Baek Hanseong 백한성 / 白漢成  | 28/11/1954 | 28/11/1954 | 0        | Tự do           |        | Rhee Syng-man |
| Chức vụ bị bãi bỏ (28/11/1954 – 27/4/1960) |           |                                                                          |            |            |          |                 |        |               |

### 1960-63:Đệ nhị Cộng hòa
| №                                                      | Thủ tướng | Thủ tướng                                      | Nhiệm kỳ  | Nhiệm kỳ   | Nhiệm kỳ | Đảng chính trị  | Bầu cử | Tổng thống     |
| №                                                      | Chân dung | Tên (Sinh – Mất)                               | Bổ nhiệm  | Miễn nhiệm | Ngày     | Đảng chính trị  | Bầu cử | Tổng thống     |
| ------------------------------------------------------ | --------- | ---------------------------------------------- | --------- | ---------- | -------- | --------------- | ------ | -------------- |
| 6                                                      |           | Ho Chong Heo Jeong 허정 / 許政                 | 15/6/1960 | 18/8/1960  | 64       | Dân chủ         | 1960   | Yun Bo-seon    |
| (2)                                                    |           | Chang Myon Jang Myeon 장면 / 張勉 (nhiệm kỳ 2) | 18/8/1960 | 18/5/1961  | 273      | Dân chủ         |        | Yun Bo-seon    |
| Chức vụ khuyết (18/5/1961 – 17/12/1963)                |           |                                                |           |            |          |                 |        |                |
| Bộ trưởng Nội các Hội đồng Tối cao Kiến thiết Quốc gia |           |                                                |           |            |          |                 |        |                |
| —                                                      |           | Jang Do-young Jang Doyeong 장도영 / 張都暎     | 21/5/1961 | 3/7/1961   | 43       | Quân đội        |        | Yun Bo-seon    |
| —                                                      |           | Song Yo-chan Song Yochan 송요찬 / 宋堯讚       | 3/7/1961  | 16/6/1962  | 348      | Quân đội        |        | Yun Bo-seon    |
| —                                                      |           | Park Chung-hee Bak Jeonghui 박정희 / 朴正熙    | 16/6/1962 | 10/7/1962  | 24       | Quân đội        |        | Park Chung-hee |
| —                                                      |           | Kim Hyun-chul Gim Hyeoncheol 김현철 / 金顯哲   | 10/7/1962 | 17/12/1963 | 525      | Không đảng phái |        | Park Chung-hee |

### 1963-75:Đệ tam Cộng hòa
| №   | Thủ tướng   | Thủ tướng                                             | Nhiệm kỳ   | Nhiệm kỳ   | Nhiệm kỳ | Đảng chính trị   | Bầu cử | Tổng thống     |
| №   | Chân dung   | Tên (Sinh – Mất)                                      | Bổ nhiệm   | Miễn nhiệm | Ngày     | Đảng chính trị   | Bầu cử | Tổng thống     |
| --- | ----------- | ----------------------------------------------------- | ---------- | ---------- | -------- | ---------------- | ------ | -------------- |
| 7   |             | Choi Tu-son Choe Duseon 최두선 / 崔斗善               | 17/12/1963 | 10/5/1964  | 145      | Không đảng phái  | 1963   | Park Chung-hee |
| 8   | không khung | Chung Il-kwon Jeong Ilgwon 정일권 / 丁一權            | 10/5/1964  | 20/12/1970 | 2415     | Không đảng phái  | 1967   | Park Chung-hee |
| (4) |             | Paik Too-chin Baek Dujin 백두진 / 白斗鎭 (nhiệm kỳ 2) | 20/12/1970 | 4/6/1971   | 166      | Dân chủ Cộng hòa |        | Park Chung-hee |
| 9   | không khung | Kim Jong-pil Gim Jongpil 김종필 / 金鍾泌              | 4/6/1971   | 19/12/1975 | 1659     | Dân chủ Cộng hòa | 1971   | Park Chung-hee |

### 1975-82:Đệ tứ Cộng hòa
| №  | Thủ tướng | Thủ tướng                                            | Nhiệm kỳ   | Nhiệm kỳ   | Nhiệm kỳ | Đảng chính trị   | Bầu cử | Tổng thống     |
| №  | Chân dung | Tên (Sinh – Mất)                                     | Bổ nhiệm   | Miễn nhiệm | Ngày     | Đảng chính trị   | Bầu cử | Tổng thống     |
| -- | --------- | ---------------------------------------------------- | ---------- | ---------- | -------- | ---------------- | ------ | -------------- |
| —  |           | Choi Kyu-hah Choe Gyuha 최규하 / 崔圭夏              | 19/12/1975 | 13/3/1976  | 85       | Dân chủ Cộng hòa |        | Park Chung-hee |
| 10 | 13/3/1976 | Choi Kyu-hah Choe Gyuha 최규하 / 崔圭夏              | 6/12/1979  | 1363       | 1978     | Dân chủ Cộng hòa |        | Park Chung-hee |
| 11 |           | Shin Hyun-hwak Sin Hyeonhwak 신현확 / 申鉉碻         | 12/12/1979 | 22/5/1980  | 168      | Dân chủ Cộng hòa |        | Choi Kyu-hah   |
| —  |           | Pak Choong-hoon (quyền) Bak Chunghun 박충훈 / 朴忠勳 | 22/5/1980  | 2/9/1980   | 103      | Quân đội         |        | Chun Doo-hwan  |
| —  |           | Nam Duck-woo Nam Deogu 남덕우 / 南德祐               | 2/9/1980   | 22/9/1980  | 20       | Dân chủ Công lý  | 1981   | Chun Doo-hwan  |
| 12 | 22/9/1980 | Nam Duck-woo Nam Deogu 남덕우 / 南德祐               | 4/1/1982   | 469        |          | Dân chủ Công lý  |        | Chun Doo-hwan  |

### 1982-88:Đệ ngũ Cộng hòa
| №  | Thủ tướng   | Thủ tướng                                               | Nhiệm kỳ   | Nhiệm kỳ   | Nhiệm kỳ | Đảng chính trị  | Bầu cử | Tổng thống    |
| №  | Chân dung   | Tên (Sinh – Mất)                                        | Bổ nhiệm   | Miễn nhiệm | Ngày     | Đảng chính trị  | Bầu cử | Tổng thống    |
| -- | ----------- | ------------------------------------------------------- | ---------- | ---------- | -------- | --------------- | ------ | ------------- |
| —  |             | Yoo Chang-soon Yu Changsun 유창순 / 劉彰順              | 4/1/1982   | 23/1/1982  | 19       | Dân chủ Công lý |        | Chun Doo-hwan |
| 13 | 23/1/1982   | Yoo Chang-soon Yu Changsun 유창순 / 劉彰順              | 24/6/1982  | 152        |          | Dân chủ Công lý |        | Chun Doo-hwan |
| —  |             | Kim Sang-hyup Gim Sanghyeop 김상협 / 金相浹             | 24/6/1982  | 20/9/1982  | 88       | Dân chủ Công lý |        | Chun Doo-hwan |
| 14 | 21/9/1982   | Kim Sang-hyup Gim Sanghyeop 김상협 / 金相浹             | 14/10/1983 | 389        |          | Dân chủ Công lý |        | Chun Doo-hwan |
| —  |             | Chin Iee-chong Jin Uijong 진의종 / 陳懿鍾               | 15/10/1983 | 17/10/1983 | 3        | Dân chủ Công lý |        | Chun Doo-hwan |
| 15 | 17/10/1983  | Chin Iee-chong Jin Uijong 진의종 / 陳懿鍾               | 11/11/1984 | 397        |          | Dân chủ Công lý |        | Chun Doo-hwan |
| —  |             | Shin Byung-hyun (quyền) Sin Byeonghyeon 신병현 / 申秉鉉 | 11/11/1984 | 18/2/1985  | 93       | Dân chủ Công lý |        | Chun Doo-hwan |
| —  | không khung | Lho Shin-yong No Sinyeong 노신영 / 盧信永               | 18/2/1985  | 16/5/1985  | 87       | Dân chủ Công lý |        | Chun Doo-hwan |
| 16 | không khung | Lho Shin-yong No Sinyeong 노신영 / 盧信永               | 16/5/1985  | 26/5/1987  | 740      | Dân chủ Công lý | 1985   | Chun Doo-hwan |
| —  |             | Lee Han-key (quyền) I Hangi 이한기 / 李漢基             | 26/5/1987  | 14/7/1987  | 49       | Dân chủ Công lý |        | Chun Doo-hwan |
| —  | không khung | Kim Chung-yul Gim Jeongryeol 김정렬 / 金貞烈            | 14/7/1987  | 7/8/1987   | 24       | Không đảng phái |        | Chun Doo-hwan |
| 17 | không khung | Kim Chung-yul Gim Jeongryeol 김정렬 / 金貞烈            | 7/8/1987   | 25/2/1988  | 202      | Không đảng phái |        | Chun Doo-hwan |

### 1988-nay:Đệ lục Cộng hòa
| №    | Thủ tướng                      | Thủ tướng                                                | Nhiệm kỳ   | Nhiệm kỳ    | Nhiệm kỳ | Đảng chính trị                                   | Bầu cử                | Tổng thống        |  |
| №    | Chân dung                      | Tên (Sinh – Mất)                                         | Bổ nhiệm   | Miễn nhiệm  | Ngày     | Đảng chính trị                                   | Bầu cử                | Tổng thống        |  |
| ---- | ------------------------------ | -------------------------------------------------------- | ---------- | ----------- | -------- | ------------------------------------------------ | --------------------- | ----------------- |  |
| —    |                                | Lee Hyun-jae I Hyeonjae 이현재 / 李賢宰                  | 25/2/1988  | 2/3/1988    | 6        | Không đảng phái                                  |                       | Roh Tae-woo       |  |
| 18   | 2/3/1988                       | Lee Hyun-jae I Hyeonjae 이현재 / 李賢宰                  | 5/12/1988  | 278         | 1988     | Không đảng phái                                  |                       | Roh Tae-woo       |  |
| —    |                                | Kang Young-hoon Gang Yeonghun 강영훈 / 姜英勛            | 5/12/1988  | 16/12/1988  | 11       | Dân chủ Công lý (1988-1990) Dân chủ Tự do (1990) |                       | Roh Tae-woo       |  |
| 19   | 16/12/1988                     | Kang Young-hoon Gang Yeonghun 강영훈 / 姜英勛            | 27/12/1990 | 741         |          | Dân chủ Công lý (1988-1990) Dân chủ Tự do (1990) |                       | Roh Tae-woo       |  |
| —    |                                | Ro Jai-bong No Jaebong 노재봉 / 盧在鳳                   | 27/12/1990 | 22/1/1991   | 26       | Dân chủ Tự do                                    |                       | Roh Tae-woo       |  |
| 20   | 22/1/1991                      | Ro Jai-bong No Jaebong 노재봉 / 盧在鳳                   | 24/5/1991  | 122         |          | Dân chủ Tự do                                    |                       | Roh Tae-woo       |  |
| —    |                                | Chung Won-shik Jeong Wonsik 정원식 / 鄭元植              | 24/5/1991  | 7/7/1991    | 44       | Không đảng phái                                  |                       | Roh Tae-woo       |  |
| 21   | 8/7/1991                       | Chung Won-shik Jeong Wonsik 정원식 / 鄭元植              | 8/10/1992  | 459         |          | Không đảng phái                                  |                       | Roh Tae-woo       |  |
| 22   |                                | Hyun Soong-jong Hyeon Seungjong 현승종 / 玄勝鍾          | 8/10/1992  | 25/2/1993   | 140      | Không đảng phái                                  | 1992                  | Roh Tae-woo       |  |
| 23   | Hwang-insung-archive-korea.jpg | Hwang In-sung Hwang Inseong 황인성 / 黃寅性              | 25/2/1993  | 17/12/1993  | 295      | Dân chủ Tự do                                    |                       | Kim Young-sam     |  |
| 24   |                                | Lee Hoi-chang I Hoechang 이회창 / 李會昌                 | 17/12/1993 | 22/4/1994   | 126      | Dân chủ Tự do                                    |                       | Kim Young-sam     |  |
| 25   |                                | Lee Yung-dug I Yeongdeok 이영덕 / 李榮徳                 | 29/4/1994  | 17/12/1994  | 239      | Dân chủ Tự do                                    |                       | Kim Young-sam     |  |
| 26   | không khung                    | Lee Hong-koo I Honggu 이홍구 / 李洪九                    | 17/12/1994 | 18/12/1995  | 366      | Dân chủ Tự do                                    |                       | Kim Young-sam     |  |
| 27   |                                | Lee Soo-sung I Suseong 이수성 / 李壽成                   | 18/12/1995 | 4/3/1997    | 442      | Hàn Quốc mới                                     |                       | Kim Young-sam     |  |
| 28   |                                | Goh Kun Go Geon 고건 / 高建                              | 4/3/1997   | 3/3/1998    | 364      | Không đảng phái                                  |                       | Kim Young-sam     |  |
| —    |                                | Kim Jong-pil Gim Jongpil 김종필 / 金鍾泌                 | 3/3/1998   | 17/8/1998   | 167      | Đảng Dân chủ Tự do Thống nhất                    |                       | Kim Dae-jung      |  |
| (9)  | 17/8/1998                      | Kim Jong-pil Gim Jongpil 김종필 / 金鍾泌                 | 13/1/2000  | 514         |          | Đảng Dân chủ Tự do Thống nhất                    |                       | Kim Dae-jung      |  |
| 29   | không khung                    | Park Tae-joon Bak Taejun 박태준 / 朴泰俊                 | 13/1/2000  | 19/5/2000   | 127      | Đảng Dân chủ Tự do Thống nhất                    |                       | Kim Dae-jung      |  |
| —    |                                | Lee Han-dong I Handong 이한동 / 李漢東                   | 22/5/2000  | 29/6/2000   | 38       | Đảng Dân chủ Tự do Thống nhất                    |                       | Kim Dae-jung      |  |
| 30   | 29/6/2000                      | Lee Han-dong I Handong 이한동 / 李漢東                   | 11/7/2002  | 742         | 2000     | Đảng Dân chủ Tự do Thống nhất                    |                       | Kim Dae-jung      |  |
| —    |                                | Chang Sang (quyền) Jang Sang 장상 / 張裳                 | 11/7/2002  | 31/7/2002   | 20       | Không đảng phái                                  |                       | Kim Dae-jung      |  |
| —    |                                | Chang Dae-whan (quyền) Jang Daehwan 장대환 / 張大煥      | 9/8/2002   | 10/9/2002   | 32       | Không đảng phái                                  |                       | Kim Dae-jung      |  |
| —    | không khung                    | Kim Suk-soo Gim Seoksu 김석수 / 金碩洙                   | 10/9/2002  | 5/10/2002   | 25       | Không đảng phái                                  |                       | Kim Dae-jung      |  |
| 31   | không khung                    | Kim Suk-soo Gim Seoksu 김석수 / 金碩洙                   | 5/10/2002  | 26/2/2003   | 144      | Không đảng phái                                  |                       | Kim Dae-jung      |  |
| (28) |                                | Goh Kun Go Geon 고건 / 高建                              | 26/2/2003  | 25/5/2004   | 423      | Dân chủ Thiên niên kỷ                            |                       | Roh Moo-hyun      |  |
| 32   |                                | Lee Hae-chan I Haechan 이해찬 / 李海瓚                   | 30/6/2004  | 14/3/2006   | 622      | Đảng Khai phóng Quốc dân                         | 2004                  | Roh Moo-hyun      |  |
| 33   |                                | Han Myeong-sook Han Myeongsuk 한명숙 / 韓明淑            | 20/4/2006  | 7/3/2007    | 322      | Đảng Khai phóng Quốc dân                         |                       | Roh Moo-hyun      |  |
| 34   |                                | Han Duck-soo Han Deoksu 한덕수 / 韓德洙                  | 2/4/2007   | 29/2/2008   | 333      | Không đảng phái                                  |                       | Roh Moo-hyun      |  |
| 35   |                                | Han Seung-soo Han Seungsu 한승수 / 韓昇洙                | 29/2/2008  | 28/9/2009   | 577      | Quốc Đại                                         | 2008                  | Lee Myung-bak     |  |
| 36   |                                | Chung Un-chan Jeong Unchan 정운찬 / 鄭雲燦               | 28/9/2009  | 11/8/2010   | 317      | Quốc Đại                                         |                       | Lee Myung-bak     |  |
| —    |                                | Yoon Jeung-hyun (quyền) Yun Jeunghyeon 윤증현 / 尹增鉉   | 11/8/2010  | 1/10/2010   | 51       | Quốc Đại                                         |                       | Lee Myung-bak     |  |
| 37   |                                | Kim Hwang-sik Gim Hwangsik 김황식 / 金滉植               | 1/10/2010  | 26/2/2013   | 879      | Không đảng phái                                  |                       | Lee Myung-bak     |  |
| 38   |                                | Jung Hong-won Jeong Hongwon 정홍원 / 鄭烘原              | 26/2/2013  | 16/2/2015   | 720      | Saenuri (Mặt trận mới)                           |                       | Park Geun-hye     |  |
| 39   | không khung                    | Lee Wan-koo I Wangu 이완구 / 李完九                      | 16/2/2015  | 27/4/2015   | 70       | Saenuri (Mặt trận mới)                           |                       | Park Geun-hye     |  |
| —    |                                | Choi Kyoung-hwan (quyền) Choe Gyeonghwan 최경환 / 崔炅煥 | 27/4/2015  | 18/6/2015   | 52       | Saenuri (Mặt trận mới)                           |                       | Park Geun-hye     |  |
| 40   |                                | Hwang Kyo-ahn Hwang Gyoan 황교안 / 黃教安                | 18/6/2015  | 10/3/2017   | 626      | Không đảng phái                                  |                       | Park Geun-hye     |  |
| 40   | 10/3/2017                      | Hwang Kyo-ahn Hwang Gyoan 황교안 / 黃教安                | 11/5/2017  |             | 626      | Không đảng phái                                  | Hwang Kyo-ahn (quyền) |                   |  |
| —    |                                | Yoo Il-ho (quyền) Yu Ilho 유일호 / 柳一鎬                | 11/5/2017  | 31/5/2017   | 20       | Tự do Hàn Quốc                                   |                       | Moon Jae-in       |  |
| 41   |                                | Lee Nak-yeon I Nakyeon 이낙연 / 李洛淵                   | 31/5/2017  | 14/1/2020   | 958      | Dân chủ                                          |                       | Moon Jae-in       |  |
| 42   |                                | Chung Sye-kyun Jeong Segyun 정세균 / 丁世均              | 14/1/2020  | 16/4/2021   | 458      | Dân chủ                                          |                       | Moon Jae-in       |  |
| __   |                                | Hong Nam-ki (quyền) Hong Namgi 홍남기 / 洪楠基           | 17/4/2021  | 14/5/2021   | 27       | Không đảng phái                                  |                       | Moon Jae-in       |  |
| 43   |                                | Kim Boo-kyum Gim Bugyeom 김부겸 / 金富謙                 | 14/5/2021  | 11/5/2022   | 362      | Dân chủ                                          |                       | Moon Jae-in       |  |
| —    |                                | Choo Kyung-ho (quyền) Chu Gyeongho 추경호 / 秋慶鎬       | 12/5/2022  | 20/5/2022   | 8        | Quyền lực Nhân dân                               |                       | Yoon Suk-yeol     |  |
| 44   |                                | Han Duck-soo Han Deoksu 한덕수 / 韓德洙                  | 21/5/2022  | 01/05/2025  | 1076     | Không đảng phái                                  |                       | Yoon Suk-yeol     |  |
| —    |                                | Choi Sang-mok (quyền) Choi Sangmog 최상목 / 崔相穆       | 27/12/2024 | 04/03/2025  | 67       | Không đảng phái                                  |                       | Yoon Suk-yeol     |  |
| —    |                                | Lee Ju-ho (quyền) I Chuho 이주호 / 李周浩                | 02/05/2025 | 03/07/2025  | 62       | Không đảng phái                                  |                       | Lee Ju-ho (quyền) |  |
| —    | Lee Jae-myung                  | Lee Ju-ho (quyền) I Chuho 이주호 / 李周浩                | 02/05/2025 | 03/07/2025  | 62       | Không đảng phái                                  |                       |                   |  |
| 45   |                                | Kim Min-seok Gim Minseok 김민석 / 金民錫                 | 03/07/2025 | đương nhiệm | 5        | Dân chủ                                          |                       |                   |  |